# Através da Sombra
Através da Sombra é um filme brasileiro lançado em 2016, dirigido por Walter Lima Jr..
Livremente inspirado no livro A Volta do Parafuso de Henry James.

## Sinopse
Uma professora é contratada para cuidar de duas crianças em uma fazenda de café. Ela começa a perceber fatos misteriosos no local.

## Elenco
| Elenco             | Papel     |
| Virginia Cavendish | Laura     |
| Ana Lúcia Torre    | Geraldina |
| Mel Maia           | Elisa     |
| Xande Valois       | Antonio   |
| Dandara Mariana    |           |
| Domingos Montagner | Afonso    |
| Alexandre Varella  | Bento     |
| Isabel Guerron     |           |
| Romeu Evaristo     |           |
| Dja Marthins       |           |

## Recepção
No Papo de Cinema, Willian Silveira disse que "mostrando mais do que deveria e arriscando menos do que poderia, Através da Sombra trava o próprio potencial, ficando às margens de desenvolver um grande suspense." Em sua crítica no Cinema com Rapadura, Ygor Pires disse que o filme "funciona pouco como suspense e como terror".